# 巴拉斯·古科
巴拉斯·伊迪斯馬·古科（英語：Blaise Isetsima Kufo，1975年5月25日—），是一名瑞士足球运动员，司职前鋒，目前效力美國職業足球大聯盟的西雅圖海灣者。他擁有剛果的血統。尼古科的職業生涯中在瑞士，卡塔爾，德國和荷蘭土地上皆留下足跡。

## 生涯

### 球會生涯
尼古科在1993年於洛桑體育隊開始他的職業生涯，在那裡他度過一個賽季。後來他加盟伊查倫斯，之後遠赴卡塔爾，加盟當地球會艾阿拉比。一年後，他回到了瑞士，加盟伊華東，他之後重返洛桑體育隊，1998年再轉到草蜢，他效力於蘇黎世球會期間，曾以借將身份效力盧加諾。之後，他效力於盧塞恩，隨後轉到德國。效力緬恩斯和漢諾威。他於2003年加盟現時效力的球會川迪。他一直是球隊的頭號得分手，共效力六個賽季至今。

### 國際賽生涯
尼古科第一次代表國家隊出賽是在2002年，自2010年世界杯外圍賽開始，他為國家隊上陣外圍賽全部6場外圍賽。

## 連結
- （荷兰文） Player profile at Voetbal International
- （德文） Player profile at Weltfußball